# سوفوسبوفير
سوفوسبوفير (اسم العلامة التجارية Sovaldi) والذي يتم تصنيعه في مصر (تحت أسماء تجارية مختلفة) هو دواء تم تطويره من قبل جلعاد للعلوم يستخدم لعلاج عدوى التهاب الكبد الفيروسي ج. في تركيبة مع العلاجات الأخرى، يمكن لسوفوسبوفير العلاج بفعالية لالتهاب الكبد في 90 في المئة من المرضى. إنه يثبط رنا بوليميراز التي يستخدمها الفيروس المسبب لالتهاب الكبد الفيروسي ج C (HCV) لتكرار RNA. وقد اكتشف في فارم أسسيت وهي شركة تطوير أدوية من قبل جلعاد للعلوم.
سوفوسبوفير هو مكون من أول نظام عن طريق الفم خالي من الإنترفيرون، أجيز لعلاج التهاب الكبد المزمن ج C. وهو بهذا يقلل من الآثار الجانبية المرتبطة مع استخدام الانترفيرون.
في عام 2013، وافقت إدارة الغذاء والدواء الأمريكية (FDA) على سوفوسبوفير بالاشتراك مع ريبافيرين (RBV) للعلاج المزدوج عن طريق الفم من المورثات HCV 2 و3 ، وللعلاج الثلاثي مع حقن إنترفيرون (pegIFN) وRBV للمرضى لمعالجة مباشرة مع الأنماط الجينية HCV 1 و4. نظم العلاج بسوفوسبوفير يشمل 12 أسبوعا للأنماط الجينية 1 و2 و4 و24 أسبوعا لعلاج النمط الجيني 3. هذا هو عادة نصف الوقت الذي أختبر مع العلاجات السابقة. النشرة التوضيحية تشير إلى أن سوفوسبوفير بالاشتراك مع ريبافيرين يستخدما لعلاج المرضى المصابين بالنمط الجيني 1 الذين هم غير مؤهلين للعلاج بالإنترفيرون.
سعر سوفوسبوفير حسبما نقلت مصادر في وسائل الإعلام المختلفة يتراوح بين 84000 - 168000 دولارا لدورة من العلاج في الولايات المتحدة، 35000 جنيها إسترلينيا لمدة 12 أسابيع في المملكة المتحدة، و60،000 يورو في ألمانيا وهذا قد أثار جدلا كبيرا، خاصة فيما يتعلق بالحصول على العقار في البلدان النامية.

## الاستخدامات السريرية
يستخدم سوفوسبوفير لعلاج التهاب الكبد المزمن C، ذي المورثات 1، 2، 3 و4، بالاشتراك مع انترفيرون ألفا-2A) وريبافيرين، أو مع ريبافيرين وحده. كما أنه يستخدم مع مرضى HCV الذين يعانون عدوى مرافقة مع فيروس العوز المناعي البشري ويستند هذا العلاج على عدد من التجارب السريرية، على سبيل المثال محاولة إليكترون التي أظهرت أن ريجيما مزدوجا خالي من الإنترفيرون بالإضافة إلى ريبافيرين أنتجت 24 أسبوعا من الاستجابة الفيروسية (SVR24) بنسبة 100٪ بعد العلاج تحققت دون علاج سابق للمرضى الذين يعانون من المورثات سي 2 أو 3.

## الآثار الجانبية
دائمًا ما يتم الجمع بين سوفوسبوفير مع أدوية أخرى مثل ريبافيرين والإنترفيرون، تم تقييم التقليل فقط من الآثار السلبية لهذه المجموعات. والآثار الجانبية الأكثر شيوعا هي التعب، والصداع، والغثيان، والطفح الجلدي، والتهيج. ومعظم الآثار الجانبية بشكل ملحوظ الأكثر شيوعًا هي النظم التي تحوى الانترفيرون بمفرده بالمقارنة مع تلك النظم الأخرى المزدوجة. ليتم القطع على سبيل المثال، بظواهر التعب والصداع إلى النصف تقريبا، يتم تخفيض أعراض تشبه أعراض الأنفلونزا إلى 3-6٪ بالمقارنة مع 16-18٪، وقلة العدلات حيث هي غائبة تقريبا في المعالجات الخالية من الانترفيرون.

## التفاعلات
سوفوسبوفير هو ركيزة من بروتين ب.ج.ب أو P بروتين سكري، وهو معبر بروتيني الذي يضخ المخدرات وغيرها من المواد من خلايا الظهارة المعوية مرة أخرى إلى القناة الهضمية. ولذلك أصطلح أن المحرضات من الأمعاء ك P-بروتين سكري، ومثل ريفامبيسين وعرن مثقوب، أو نبتة سانت جون يمكن أن تقلل من امتصاص سوفوسبوفير.

## آلية العمل
سوفوسبوفير هو دواء أولي يتم استقلابه إلى عامل نشط مضاد للفيروسات 2'-ديوكسي-2'-ألفا—فلورو بيتا-سى" ميثل يوريدين '-ثلاثي الفوسفات (2'-deoxy-2'-α-fluoro-β-C-methyluridine-5'-triphosphate). يقدم ثلاثي الفوسفات باعتبارها الركيزة المعيبة لل NS5B البروتين، وهو بوليميريز RNA الفيروسي، وبالتالي يعمل بمثابة مثبط لتخليق RNA الفيروسي. قبل اكتشاف سوفوسبوفير، فإن مجموعة متنوعة من النظائر النوكليوزيدية قد تم فحصها كعلاجات مضادة للالتهاب الكبدى ج، ولكنها أظهرت خواصا علاجية منخفضة نسبيا. هذه الفاعلية المنخفضة تنشأ في جزء منها لأن الإضافة الأنزيمية من أولى مجموعات الفوسفات الثلاثية بطيئة. إن تصميم سوفوسبوفير يتجنب هذه الخطوة البطيئة من خلال بناء مجموعة الفوسفات الأولى في هيكل العقار خلال عملية التخليق. ويتم ربط مجموعات إضافية إلى الفوسفور لإخفاء اثنين من الشحنات السالبة من مجموعة فوسفات مؤقتا، وبالتالي تسهيل دخول العقار إلى داخل الخلية المصابة. البروتين NS5B هو الرنا المعتمدة على بوليميراز الرنا الحاسمة لدورة التكاثر الفيروسية.

سوفوسبوفير ومثبطات النوكليوتيدات الأخرى من HCV رنا بوليميراز تظهر حاجزا مرتفعا جدا لتطوير المقاومة. هذه هي ميزة هامة بالنسبة للعقاقير التي تستهدف HCV الانزيمات الفيروسية الأخرى مثل بروتييز، والتي أثبتت تطوير مقاومة سريعة ليكون أحد أهم أسباب الفشل العلاجي.

## التاريخ
في تطبيق دواء جديد قدم لسوفوسبوفير في 8 أبريل 2013 وحصل تعيين اختراق إدارة الاغذية والعقاقير العلاج، الذي يمنح مكانة أسبقية المراجعة للعقاقير المرشحة التي قد توفر مزايا كبيرة على خيارات العلاجات الحالية.
في ديسمبر عام 2013، وافقت إدارة الاغذية والعقاقير سوفوسبوفير لعلاج التهاب الكبد المزمن ج.

## الجدل حول التسعير
سوفوسبوفير سوف يكلف 84000 دولارا لمدة 12 أسبوع من العلاج المستخدم في النمط الجيني 1 و2 ، و168،000 دولار لمدة 24 أسبوع المستخدم في التركيب الوراثي 3. ومن المتوقع أن يكون السعر 35000 جنيه إسترليني أو (~ 59,000 دولارا) لمدة 12 أسبوع في المملكة المتحدة. منتدى كاليفورنيا لتقييم التكنولوجيا، وفريق من الخبراء الأكاديميين لإقتصاديات الدواء، ومدراء ممثلي منظمات الرعاية، وممثلي المرضى، تم التصويت في 10 مارس عام 2014، أن العلاج بالدواء يجب أن يعتبر منخفض القيمة مقارنة مع العلاجات القديمة. خلص المنتدى إلى أن تكاليف الرعاية الصحية في ولاية كاليفورنيا يمكن أن تزيد بنسبة 18 حتى 29 بليون دولار / سنة بسبب هذا الدواء. أعلنت منظمة التأمين الألمانية AOK في أغسطس 2014 أنها أنفقت بالفعل 123 مليون يورو تكلفة سوفالدى منذ بدء استخدام الدواء في يناير كانون الثاني من العام نفسه.
سياسة التسعير تلك قد أثارت الجدل، مع النقاد على اعتبار أن تكلفة الدواء لا يمكن تحملها ولكن أنصار تلك السياسة يقترحون أن الدواء يساعد على التوفير باعتبار الأسعار النسبية مقارنة إلى العلاجات القديمة المرتبطة بالآثار الجانبية الشديدة وطول فترة العلاج، ومعدلات الشفاء المنخفضة.
بعض المدافعين عن حقوق المريض، مثل جنيفر كوهن من منظمة أطباء بلا حدود ومنظمة أطباء العالم قد انتقدت بحدة سعر سوفوسبوفير الذي يعكس حسب اعتقادهم «جشع الشركات»، وتجاهل احتياجات المرضى في البلدان النامية. اعتبارا من يناير 2014 أبلغت جلعاد أنها في مناقشات مع العديد من الشركات المصنعة لجعل الدواء سوفوسبوفير متاحا في الهند بسعر أقل من ذلك بكثير من المنتجات التجارية القائمة. وذكرت الشركة أنها تتوقع ثمن العلاج مع الأنظمة القائمة على سوفوسبوفير أن يكون في «مئات مرتفعة إلى آلاف منخفضة» في الأسواق الناشئة.